# Короеды
Короеды (лат. Scolytinae) — группа жуков, которая ранее рассматривалась в качестве семейства (Scolytidae), но в настоящее время понижена в ранге до подсемейства.
Соответственно, бывшие подсемейства трактуются как надтрибы или отдельные трибы: заболонники (Scolytini) или сколиты, лубоеды (Hylesinini) и Platypini.
Подсемейство короедов состоит из 140 видов европейской фауны, а всего описано их более 750 видов. Они относятся к группе 4-суставных жуков (Tetramera) и примыкают в ней очень близко к семейству долгоносиков. В Европе самые крупные из короедов едва достигают 8 мм в длину, а самые мелкие не больше 1 мм, но в тропиках встречаются виды более 1,5 см в длину.

## Характеристика
Короеды — мелкие жуки, величина которых колеблется в пределах 0,8—9 мм.
В систематическом отношении они ближе всего стоят к долгоносикам. От них короеды отличаются не вытянутой в головотрубку головой (иногда голова со слабо развитой головотрубкой), всегда коленчатыми усиками с ясно отграниченной крупной булавой, тонкими лапками, лишенными губчатой или волосяной подошвы, с цилиндрическими члениками, из которых 3-й членик лишь изредка бывает слабо двухлопастным или сердцевидным. По внешнему виду некоторые короеды (Hylastes) сходны со слониками подсемейства Cossoninae.
Биологически короеды хорошо отличаются от долгоносиков тем, что самки их проникают всем своим телом в ткани растений, где прокладывают более или менее сложные ходы. Все короеды растительноядны. Большинство видов — типичные древоядные насекомые, обычно селящиеся под корой, реже — в коре или древесине деревьев; небольшое число видов (Thamnurgus, Hylastinus) живёт в стеблях травянистых растений; среди тропических видов, из которых часть завезена в Европу, есть представители, обитающие в плодах и семенах древесных пород (Hypothenemus, Coccotrypes и др.) и в плодах и сочных клубнях травянистых растений (Hypothenemus), с которыми короеды легко завозятся в страны, где они до этого отсутствовали (Hypothenemus ritchili, Coccotrypes dactyliperda).
Короеды обладают развитой химической коммуникацией и разнообразием полового поведения. Многие виды короедов, особенно в умеренном климате, имеют большое хозяйственное значение как стволовые или технические вредители. Известны случаи массовых вспышек короеда-типографа (Ips typographus), как в начале, так и в конце прошлого века вызывавшие опустошения на больших лесных территориях.
Некоторые жуки из подсемейства Scolytinae (и близкого им подсемейства Platypodinae) разводят в проделанных в древесине ходах «грибные сады»: рассеивают в них споры грибка, который становится пищей для их личинок.

## Морфология
Голова маленькая и компактная, втянутая в переднегрудь. Поверхность лба плоская или вогнутая или резко выпуклая, при этом обычно неодинаковая у разных полов одного и того же вида. Как правило, самцы имеют плоский или вогнутый лоб. У ряда видов на лбу имеется продольный киль или бугорок. Небольшое число видов на передней половине лба имеет ямки различной формы. Глаза овальной или круглой формы, плоские, часто с выемкой, иногда настолько глубокой, что глаз кажется разделенным на две части. Усики короткие, коленчато-булавовидные. Форма, относительные длина и ширина и скульптура переднеспинки являются важными систематическими признаками как для различения групп, так и отдельных видов. Наиболее важны зубчики и бугорки, расположенные на переднеспинке (у многих Ipinae). Зубчики обычно концентрируются неправильными рядами в передней части переднеспинки (например у рода Ips) или заходят за её середину, образуя здесь группу бугорков (например у Cryphalini); не меньшее значение имеет и расположение бугорков. У ряда видов зубчики на переднеспинке отсутствуют, заменяясь здесь точками. Форма переднеспинки бывает почти шаровидная, четырёхугольная, овальная, удлиненно-овальная с параллельными краями, треугольная.
Надкрылья с точечными бороздками. Пространства между точечными бороздками называются промежутками, или междурядьями. У многих короедов на скате надкрылий имеется более или менее глубокое вдавление, снабженное с боков зубчиками или бугорками, носящее название «тачка». Форма тачки, число, форма и расположение зубчиков и бугорков по её краю, а также её волосистость дают надежные диагностические признаки. У ряда видов верхние зубцы имеют форму крючка. На надкрыльях обычно присутствуют полоски или чешуйки, более или менее густо покрывающие их поверхность. Жилкование задних крыльев кантароидного типа.
Передние тазики ног большие, почти круглые, задние — поперечные. Голени несколько уплощены, несут по внешнему верхнему краю зубчики или бугорки. Ноги обычно более или менее равномерно покрыты жесткими волосками.
Половой диморфизм выражен часто очень резко в строении лба, переднеспинки, задней половины надкрылий и брюшка.

## Преимагинальные стадии

### Личинка

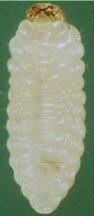
Личинка Coccotrypes dactyliperda

Личинка короедов безногая, желтовато-белая или белая, серпообразно изогнутая в брюшную сторону. На теле большое число мозолевидных подушечек, служащих личинке опорой при передвижении. Голова у личинки сильно склеротизована, коричневая или желтовато-бурая.
На поверхности тела личинки имеются микроскопически мелкие волоски и шипики, строение и расположение которых зависит от образа жизни вида.

### Куколка
Куколки короткие, плотные, сжатые. Крылья покрывают большую часть брюшка, доходя у ряда видов почти до конца его. Нижние крылья сильно выдаются из-под верхних крыльев, покрывая почти полностью последнюю пару ног. Усики довольно прямые, выступают из головы под острым углом и доходят почти до передних бедер. Шиловидные бугорки встречаются реже, чем у долгоносиков, часто бывают только на брюшке, но и там они очень коротки и снабжены длинными волосками. Куколки отдельных видов довольно резко отличаются друг от друга.

## Питание

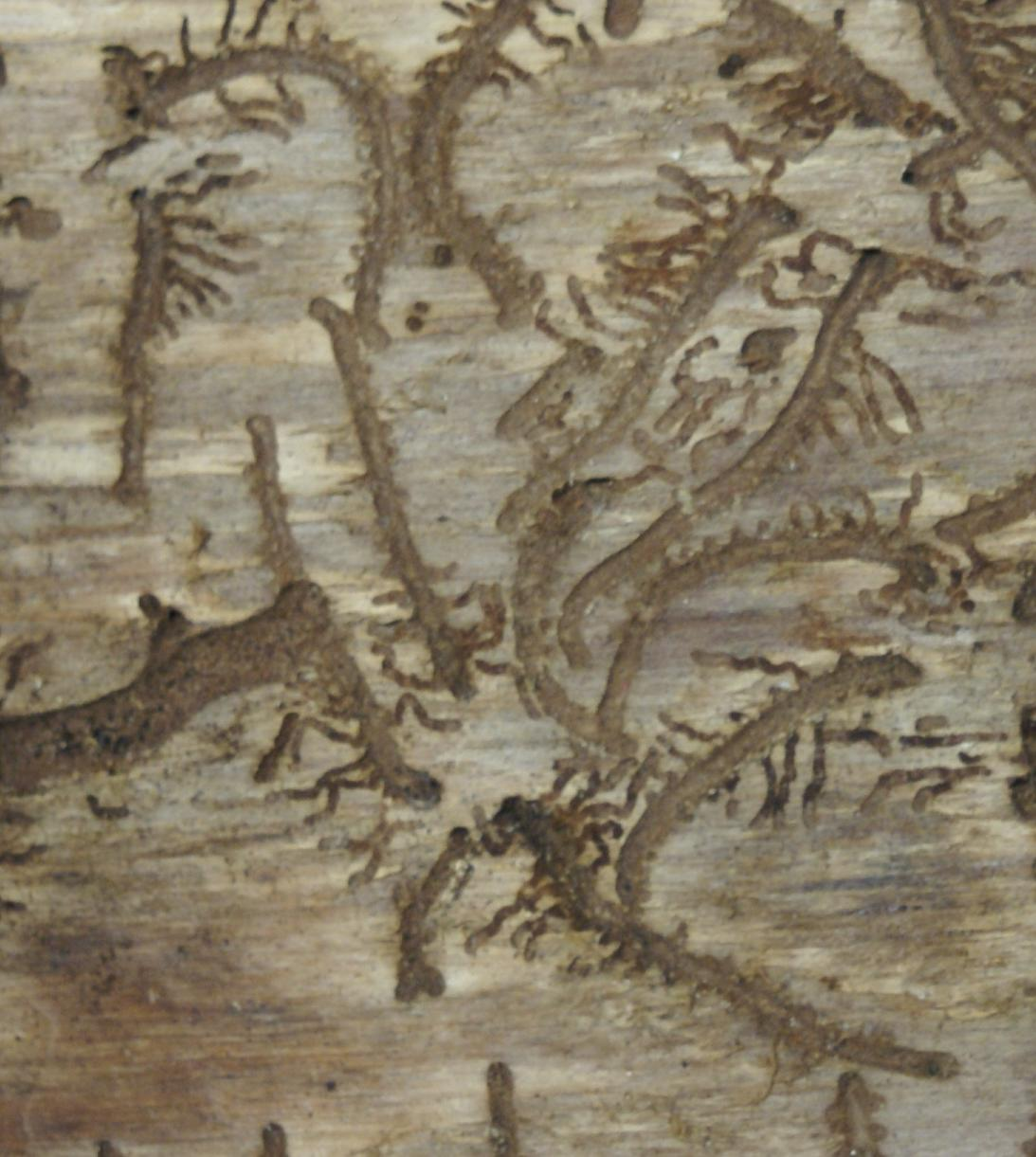
Ходы Pityogenes chalcographus

Относительно выбора пищи и места обитания большинство короедов специализировалось весьма определенно. Главная масса их, более 60 видов, сосредоточивается на хвойных породах, меньшее число — на лиственных; из последних короеды никогда не находились на европейских видах Salix, Rosa, Rubus, Caragana, Robinia и Vitis; из хвойных же все по крайней мере европейские виды подвергаются их нападениям. Есть виды, которые живут исключительно на корнях, например Hylurgus ligniperda и некоторые Hylastes — на хвойных; другие живут только в толстой коре стволов, таковы: Dendroctonus micans, крупные виды Tomicus, Myelophilus piniperda и др. — на хвойных породах и крупные виды Scolytus — на лиственных; наконец, третьи попадаются исключительно под тонкой корой ветвей и молодых стволов, таковы: мелкие виды Tomicus и Scolytus, Carphoborus и т. д.; наконец, два рода: Xyleborus и Trypodendron гнездятся только в древесине. Большая часть видов короедов размножается только на определенных древесных породах, причем под словом порода приходится подразумевать иногда род растений, в других случаях часть его, а иногда целое семейство или даже более обширную группу; Scolytus destructor, нападающий на берест (Ulmus campestris), размножается столь же успешно на ильмах (Ulmus montana) и вязах (Ulmus effusa). Tomicus longicollis нападает только на те виды сосны, которые имеют длинную и мягкую хвою, каковы Pinus laricio, Pinus halepensis и др. Л. ясеня — Hylesinus fraxini и Hylesinus oleiperda нападают также и на других представителей семейства масличных (Oleaceae), к которому относится ясень, каковы сирень и бирючина. Фруктовый сколит (Scolytus rugulosus) найден размножающимся почти на всех европейских представителях семейств Pomaceae и Amygdaleae. Короед Myelophilus piniperda и Myelophilus minor, не повреждает (Picea excelsa), но размножаются на кавказской ели (Picea orientalis). Все виды родов Scolytus, Hylesinus, Phloeothribus, Ernoporus, Taphrorychus и другие живут только на лиственных породах; Phloeosinus — на туе, кипарисах и можжевельнике; Myelophilus, Hylasles, Tomicus, Pityophthorus, Cryphalus и другие — на прочих хвойных; виды трех родов Dryocoetes, Xyleborus и Trypodendron живут одни на лиственных, другие на хвойных породах, например Dryocoetes villosus на дубе, а Dryocoetes autographus — на ели; наконец, один вид, Xyleborus Saxeseni, размножается в древесине всяких древесных пород. Иногда еловый короед-типограф (Tomicus typographus), нападает на сосну или дубовый сколит, Scolytus intricatus, на вяз — но это случаи заблуждения инстинкта или результат отсутствия необходимой породы; потомство этих пионеров, а часто и они сами погибают на вновь занятых ими породах; с большим успехом большой сосновый лубоед (Myelophilus piniperda), воспитывает иногда своё потомство на елях, примешанных к сосне; но и в этом случае ещё ни разу не было наблюдаемо, чтобы такое явление принимало сколько-нибудь значительные размеры и т. п. Короед северный повреждает осину.

## Географическое распространение короедов
Географическое распространение короедов находится в тесной связи с распространением питающих их древесных пород. Постоянное нахождение данного вида короеда в какой-нибудь местности служит указанием на то, что в этой местности растет и соответственная питающая его древесная порода, но нельзя сделать обратного заключения.

## Палеонтология
Древнейшие короеды были найдены в раннемеловом ливанском янтаре. Всего описано 65 видов ископаемых короедов.

## Повреждение деревьев

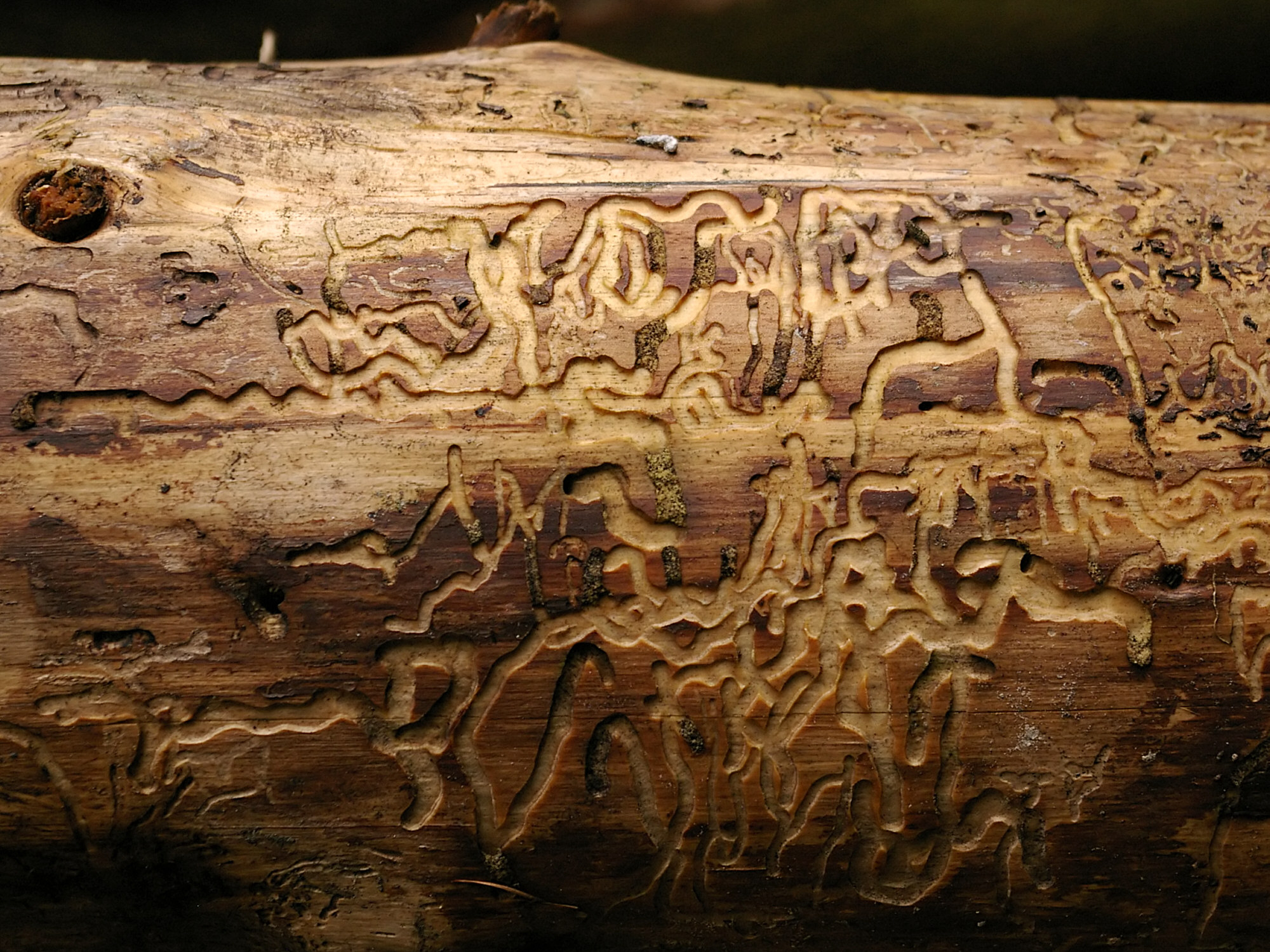
Ходы одного из видов короедов

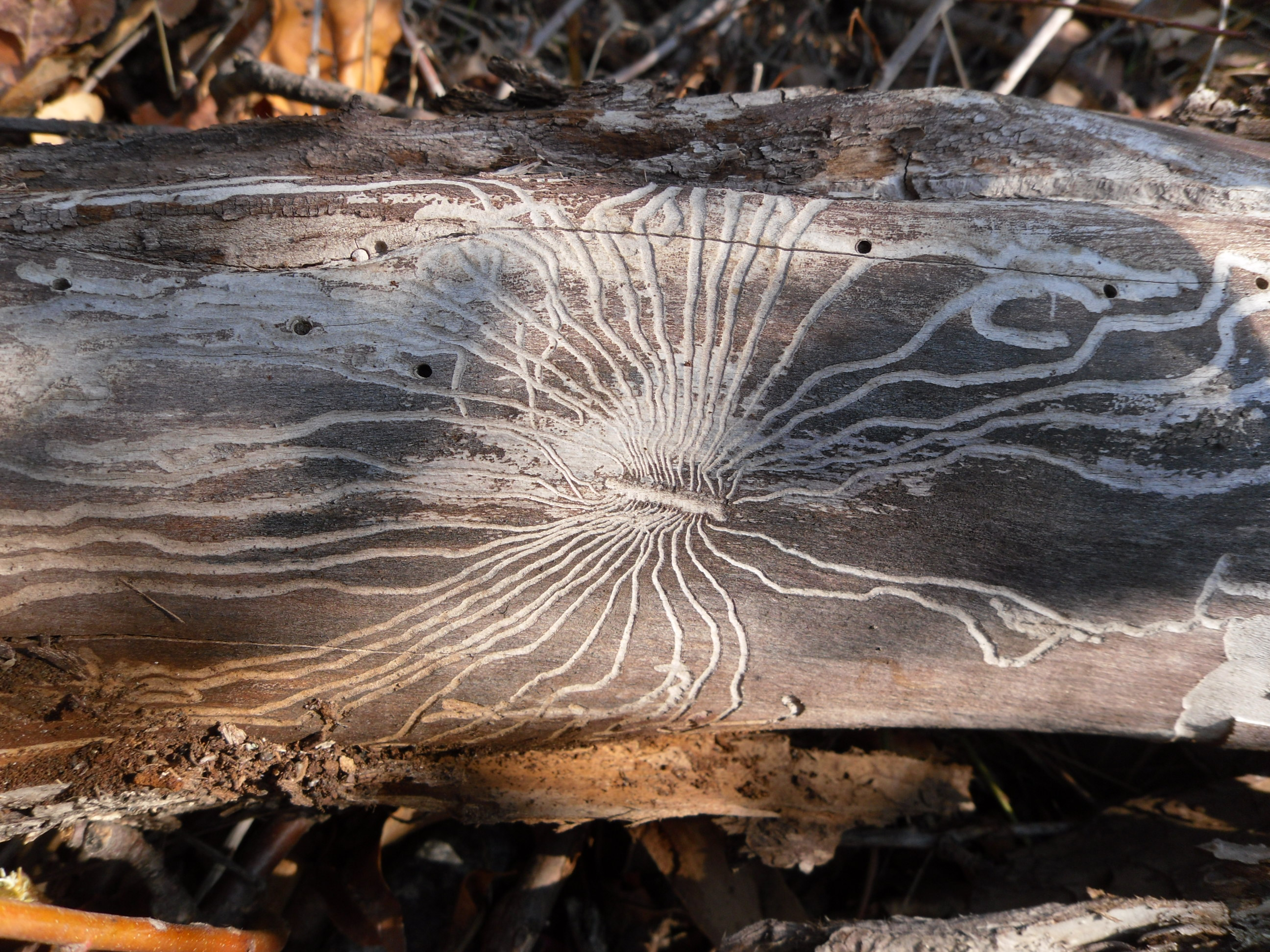
Слива упала, кора отвалилась, видны ходы короедов

Почти вся жизнь короедов проходит внутри дерева. Сделав в коре входное отверстие, жук протачивает через кору входной канал, доходящий до самых сочных и жизненных тканей дерева, до луба и верхних слоев заболони, где и кладет свои яйца. Для помещения их короеды вытачивают особые ходы, довольно разнообразной, но постоянной и характерной для каждого вида формы.
Одним из самых верных признаков заражения дерева короедами является наличие буровой муки на поверхности коры. Часть этой муки лежит кучками перед выходными отверстиями, часть осыпается. Цвет буровой муки зависит от того, в какой части дерева прокладывает самка короеда свой ход. Если ход закладывается у поверхности, то буровая мука обычно бурая или буро-желтая, если ход идет в древесину, то её цвет белый или желтовато-белый. В ряде случаев около входного отверстия видим смоляные воронки. Большинство короедов, особенно виды, развивающиеся на лиственных породах, образует на коре хорошо заметные входные отверстия.
Строением своих гнезд, образующих сложные рисунки под корой стволов и ветвей, короеды резко выделяются среди насекомых. Начинается короедное гнездо входным каналом, переходящим в брачную камеру (или «брачный приют»), от которой идут один или несколько маточных ходов, а перпендикулярно их стенкам отходят личиночные ходы, часто в дальнейшем сильно перепутывающиеся. Начинаются личиночные ходы от яйцевых колыбелек, расположенных в стенках маточного хода, а оканчиваются куколочной колыбелькой, которая имеет выход на поверхность — место вылета молодого жука. Общее строение короедных гнезд, их расположение на стволе или ветвях и корнях дерева, соотносительная величина отдельных частей гнезда и их форма позволяют легко отличать отдельные виды короедов. Таким образом рисунок хода служит часто более легким диагностическим признаком вида, чем морфологические признаки самих короедов.

## Список триб
- Scolytini Latreille, 1804
- Amphiscolytini Mandelshtam & Beaver, 2003
- Bothrosternini Blandford, 1896
- Cactopinini Chamberlin, 1939
- Carphodicticini Wood, 1971
- Coptonotini Chapuis, 1869
- Corthylini LeConte, 1876
- Cryphalini Lindemann, 1877
- Crypturgini LeConte, 1876
- Cylindrobrotini Kirejtshuk Azar Beaver Mandelshtam & Nel, 2009
- Diamerini Hagedorn, 1909
- Dryocoetini Lindemann, 1877
- Hexacolini Eichhoff, 1878
- Hylastini LeConte, 1876
- Hylesinini Erichson, 1836
- Hylurgini Gistel, 1848
- Hyorrhynchini Hopkins, 1915
- Hypoborini Nuesslin, 1911
- Ipini Bedel, 1888
- Micracidini LeConte, 1876 (Afromicracis)
- Phloeosinini Nuesslin, 1912
- Phloeotribini Chapuis, 1869
- Phrixosomatini Wood, 1978
- Polygraphini Chapuis, 1869
- Premnobiini Browne, 1962
- Scolytoplatypodini Blandford, 1893
- Xyleborini LeConte, 1876[6]
- Xyloctonini Eichhoff, 1878
- Xyloterini LeConte, 1876[7]

## Меры борьбы
- Своевременная уборка из леса больных деревьев, например обожженных или наголо объеденных, раньше, чем на них поселятся и размножатся короеды.
- Выборка свежезараженных короедами деревьев и ошкуривание их, то есть снятие с них коры раньше вылета жуков; тонкие деревья при этом сжигаются.
- Раскладывание и своевременное ошкуривание приманочных, ловчих деревьев; с осени или зимой срубают несколько здоровых деревьев и, очистив их от ветвей, оставляют лежать в лесу до весны; тогда на них нападают короеды и кладут под кору их свои яйца; когда из всех яиц вылупятся личинки, кору счищают и все выводки короедов погибают; если имеют дело с теми видами короедов, которые размножаются дважды в лето, то в начале лета выкладывают вторую партию ловчих деревьев и ошкуривают их в конце лета.